# Kanton Ploudiry
Der Kanton Ploudiry war bis 2015 ein französischer Wahlkreis im Arrondissement Brest, im Département Finistère und in der Region Bretagne; sein Hauptort war Ploudiry.

## Gemeinden
Der Kanton umfasste sieben Gemeinden:
| Gemeinde         | Bretonisch         | Einwohner (2022) | Fläche (km²) | Code postal | Code Insee |
| ---------------- | ------------------ | ---------------- | ------------ | ----------- | ---------- |
| La Martyre       | Ar Merzher-Salaun  | 756              | 18.01        | 29800       | 29144      |
| La Roche-Maurice | Ar Roc'h-Morvan    | 1.865            | 12.04        | 29800       | 29237      |
| Lanneuffret      | Lanneured          | 150              | 2.24         | 29400       | 29116      |
| Le Tréhou        | An Treoù-Leon      | 636              | 22.79        | 29450       | 29294      |
| Loc-Eguiner      | Logeginer-Plouziri | 378              | 11.90        | 29400       | 29128      |
| Ploudiry         | Plouziri           | 879              | 27.19        | 29800       | 29180      |
| Tréflévénez      | Trelevenez         | 247              | 9.65         | 29800       | 29286      |
| Kanton           | Plouziri           | 4945             | 103.82       | -           | 2928       |

## Bevölkerungsentwicklung
| 1962 | 1968 | 1975 | 1982 | 1990 | 1999 | 2006 | 2012 |
| ---- | ---- | ---- | ---- | ---- | ---- | ---- | ---- |
| 3931 | 3765 | 3584 | 3759 | 4016 | 4143 | 4665 | 4945 |